# Rifugio Alpetto
Il rifugio dell'Alpetto è un rifugio nel comune di Oncino, nella Valle Po. Inaugurato nel 1998, dispone di 24 posti letto.

## Storia

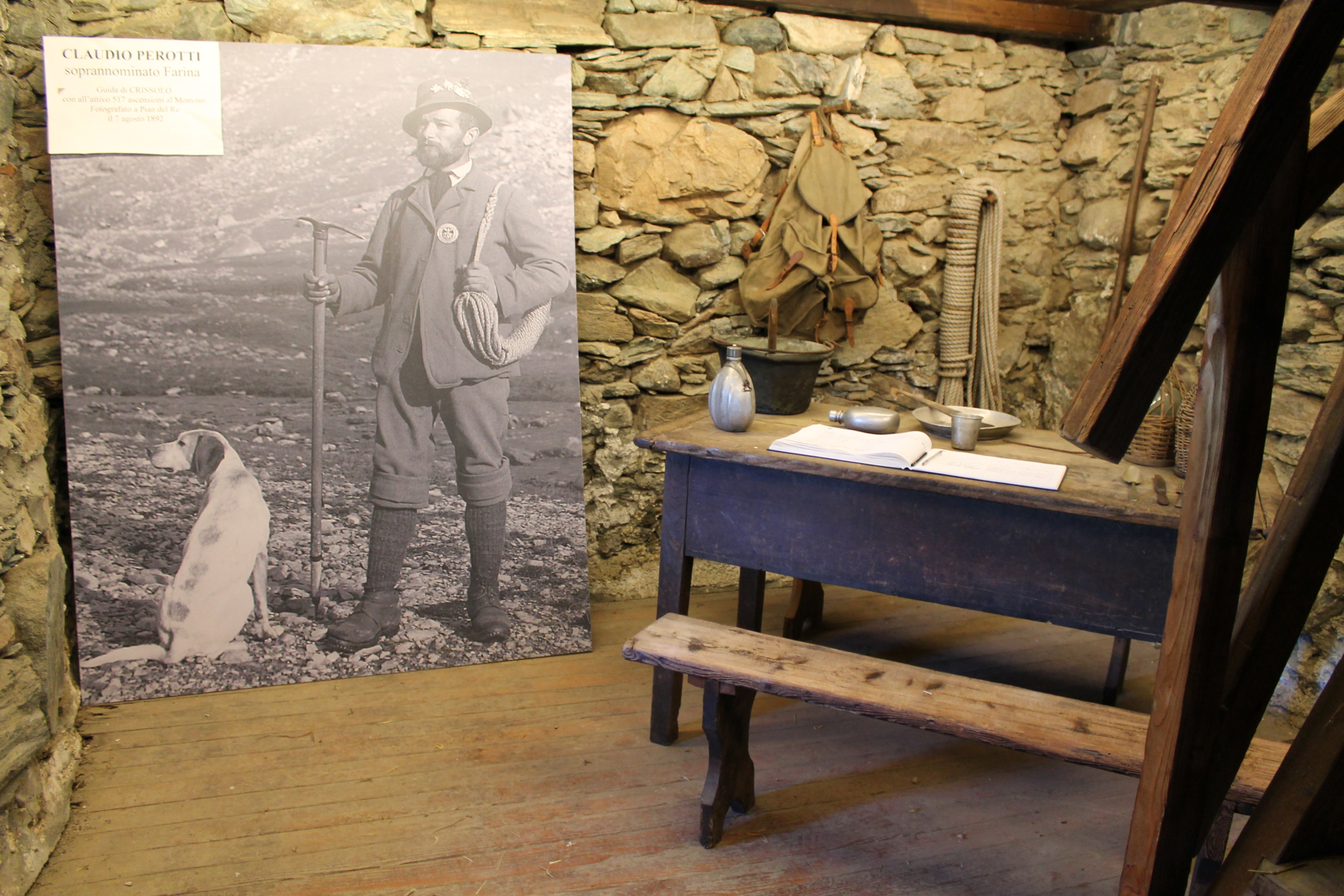
L'interno del vecchio ricovero, ora museo

Poco distante dal moderno rifugio sorse, nel 1866, la prima struttura ricettiva del Club Alpino Italiano, il ricovero dell'Alpetto, che costituiva un punto d'appoggio nella salita al Monviso dalla Valle Po. Questa struttura rimase in funzione fino al 1905, poi fu sostituita dal rifugio Quintino Sella al Monviso, più ampio e confortevole. Il ricovero cadde in disuso, finché nel 1985 fu ristrutturato dall'associazione Amici della montagna di Oncino. Nel 1998 il CAI di Cavour costruì il nuovo rifugio; la struttura del vecchio ricovero è stata trasformata nel Museo degli albori dell'alpinismo Giacomo Priotto, struttura museale dedicata appunto agli albori (anni 1850-1860) dell'alpinismo italiano, con apertura nel 2011.

## Accesso
Si risale la Valle Po fino a superare Paesana, poi si svolta a sinistra per Oncino. Da qui si prosegue ancora in auto fino alle Meire Dacant, dove si parcheggia. Si risale poi a piedi il Vallone del Rio dell'Alpetto fino a raggiungere il lago dell'Alpetto ed il rifugio omonimo (circa 2 ore, per un dislivello di 600 mt).
Alternativamente, si può giungere in auto o con altri mezzi fino a Pian del Re o a Pian della Regina, e da lì salire a piedi al rifugio seguendo i sentieri tracciati.

## Ascensioni
Può costituire un'alternativa al rifugio Quintino Sella per ascendere al Monviso dal lato della Valle Po.

## Traversate
- al rifugio Quintino Sella al Monviso
- al rifugio Giacoletti
- a Castello attraverso il passo delle Sagnette o il passo di San Chiaffredo
- al rifugio Vallanta attraverso il passo delle Sagnette
- al rifugio Bagnour attraverso il colle di Luca o il passo dei Duc